# Jajarkot
Der Distrikt Jajarkot (Nepali जाजरकोट जिल्ला) ist einer von 77 Distrikten in Nepal und gehört seit der Verfassung von 2015 zur Provinz Karnali.

## Geschichte
Der Distrikt gehörte bis 2015 zur Verwaltungszone Bheri.

## Geographie
Jajarkot gehörte im Jahr 2017 mit einem Wert des Human Development Index von weniger als 0,4 zu den zehn ärmsten und unterentwickeltsten Distrikten Nepals.

## Einwohner
Bei der Volkszählung 2001 hatte er 134.868 Einwohner, 2011 waren es 171.304.

## Verwaltungsgliederung
Städte im Distrikt Jajarkot:
- Bheri
- Chhedagad
- Nalgad

Gaunpalikas (Landgemeinden):
- Barekot
- Kuse
- Junichande
- Shivalaya

Bis zum Jahr 2017 wurde der Distrikt in die folgenden Village Development Committees (VDCs) unterteilt:
- Archhani
- Bhagawati Tol
- Daha
- Dandagaun
- Dasera
- Dhime
- Garkhakot
- Jhapra
- Junga Thapachaur
- Karkigaun
- Khagenkot
- Kortrang
- Lahai
- Majhkot
- Nayakwada
- Paink
- Pajaru
- Ragda
- Ramidanda
- Rokayagaun
- Sakala
- Salma
- Sima
- Suwanauli
- Talegaun
- Thala Raikar